# هيو غرانت
هيو غرانت (بالإنجليزية: Hugh Grant)‏ ممثل ومنتج أفلام بريطاني من مواليد 9 سبتمبر 1960، حاصل على جائزة البافتا 1994 كأفضل ممثل عن دوره في فيلم أربع حفلات زفاف وجنازة، كما حصل بنفس الدور على جائزة الغولدن غلوب 1995 لأفضل ممثل.

## حياته
الممثل هيو غرانت، خريج جامعة أكسفورد، بالرغم من وسامته الكلاسيكية والتي تجعله مرشحا للأدوار الرومانسية
فإن مقدرته الكوميدية - المميزة بـتأتأة عصبية ورفرفة الجفون بشكل بائس
والمقدرة على افتعال وصمة الإنجليزي المُحرَج المميزة-جعلته كمؤدي كوميدي أكثر منه كرجل جاد.
ولد في لندن في 9 سبتمبر 1960 ،ظهر لأول مرة في فلم من تمويل أكسفورد "المميز" Privileged " ثم عمل في السجلات قبل أن يكّون فرقته الكوميدية المسماة the Jockeys of Norfolk. وبعد عدة أدوار مسرحية وتلفزيونية مع هذه الفرقة، ظهر في لقطة من فلم (White Mischief) (1987)، وكان هذا أول ظهور مهني له في فلم. وفي نفس العام قام بأعمال أكثر أهمية، أولا بدور لورد بايرون في فلم " تجديف مع الريح" (the Wind Rowing With)، ثم بدور شخص يشكو من صراع رومانسي في فلم (Maurice) المأخوذ من قصة الكاتب (E.M Forster).، وهذا الدور جعله يفوز بجائزة أحسن ممثل في مهرجان البندقية السينمائي.

## إدمانة
أُعتبر هيو جرانت مدمن لكن إدمان من نوع آخر (إدمانه للشيكولاتة لدرجة أنه يشتري مجموعة كبيرة منها كل شهر بمبلغ يتعدى 20 ألف دولار أمريكي
وبرغم تحذير الأطباء المتكرر له بأن الشيكولاتة تسبب له مشاكل بالمعدة الا أنه لم يستطع إلى الآن التخلص من هذا الإدمان.

## أفلامه
فيلم 1992Bitter Moon
فيلم 1991Impromptu
فيلم 1993Night Train to Venice
فيلم 1994Sirens
فيلم Four Weddings and a Funeral
1994
فيلم The Englishman Who Went Up a Hill But Came Down a Mountain
فيلم to weeks notic
فيلم nine months
1995
فيلم Notting Hill
1999
فيلم Small Time Crooks
2000
فيلمBridget Jones s Diary
2001
فيلم About a Boy
2002
فيلم Love Actually
2003
فيلم music and lyrics
2007
فيلم The Rewrite
2014
- مهرطق (2024)

## مواقع خارجية
- هيو غرانت على موقع IMDb (الإنجليزية)
- هيو غرانت على موقع الموسوعة البريطانية (الإنجليزية)
- هيو غرانت على موقع روتن توميتوز (الإنجليزية)
- هيو غرانت على موقع مونزينجر (الألمانية)
- هيو غرانت على موقع قاعدة بيانات الأفلام العربية
- هيو غرانت على موقع ألو سيني (الفرنسية)
- هيو غرانت على موقع ميوزك برينز (الإنجليزية)
- هيو غرانت على موقع تيرنر كلاسيك موفيز (الإنجليزية)
- هيو غرانت على موقع أول موفي (الإنجليزية)
- هيو غرانت على موقع بوكس أوفيس موجو (الإنجليزية)